# Si-o-seh pol
El pont d'Allāhverdi Khan (persa: پل الله‌وردی‌خان), popularment conegut com a Si-o-seh pol (persa: سی وسه پل; literalment, ‘el pont de 33 arcs’) és un pont de dos nivells a la ciutat d'Esfahan (Iran), situat sobre el Zayande, el riu més gran de l'altiplà iranià (no-navegable). Connecta, per a vianants, la part mitjana de l'avinguda Chahar Bagh amb la seva part baixa, el barri armeni de Nova Jolfa.

## Història
El xa Abbas I encarregà el pont al seu general Allāhverdi Khan Undiladze, i aquest el construí entre 1602 i 1607. El pont té una longitud de 297,76 metres i una amplada de 13,75 metres, i està fet de sorra, maons i sarouj (un tipus de ciment local). És considerat un dels exemples més notables d'arquitectura saf6àvida, així com un dels ponts més importants del món. Antigament, el centre del Si-o-seh pol era destinat al trànsit d'animals i carros, mentre els laterals eren per als peatons, que disposaven de seients per a contemplar el riu en la cara exterior del pont. Fins al segle xix, l'interior era decorat amb pintures que, a ulls dels viatgers europeus, eren considerades eròtiques. Un parell de kilòmetres riu avall, es pot trobar el també mundialment famós pont Khaju, construït per Abbas II el 1650.

## Actualitat
En els darrers anys, el riu Zayande (un dels pocs rius amb cabal permanent del país) està sec molt sovint, a causa de la sequera i a una gestió inadequada de l'aigua. En aquests casos, els fonaments del pont també estan eixuts i la gent s'hi reuneix a les nits per tocar música.